# ロータリーエンジン (星型エンジン)

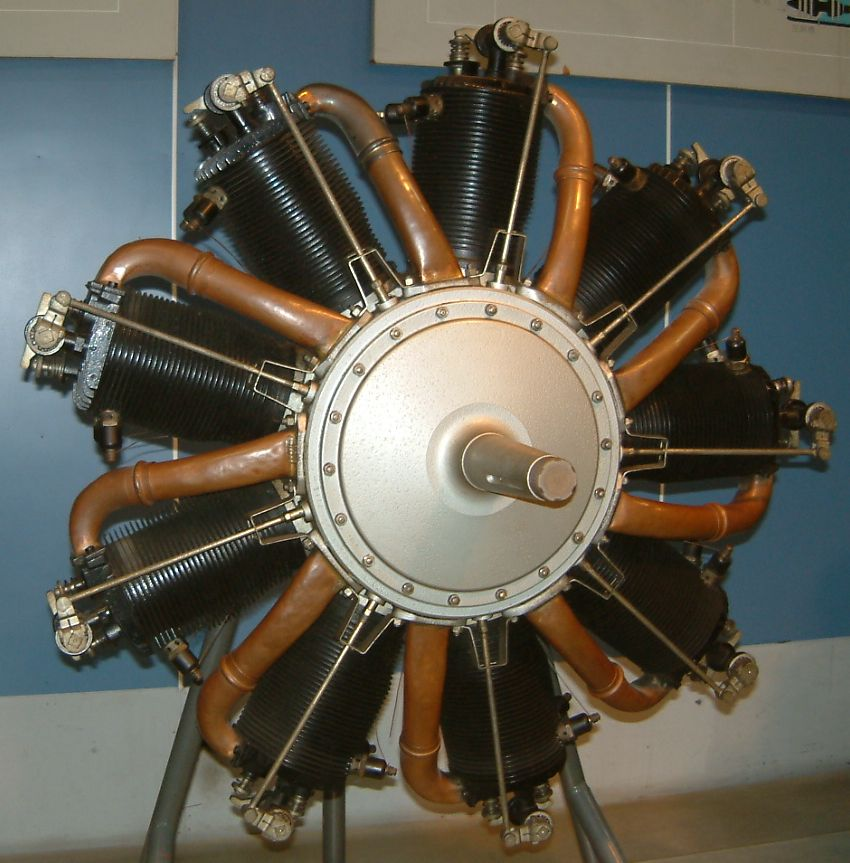
フランス ノーム・エ・ローヌ社ローヌ 9C。第一次世界大戦時の航空機用ロータリーピストンエンジンの一つ。銅のパイプは、クランクケースからシリンダーヘッドへ混合気を送るインテークマニホールド。

ロータリーエンジン（英語: rotary engine）は、機体に固定されたクランクシャフトを中心にエンジン本体がプロペラと一緒に回転する空冷星型エンジンである。初期（1908年 - 1918年頃）の飛行機に用いられた。

ピストンレス・ロータリーエンジンとの区別でロータリー・レシプロエンジン、あるいは通常の星型エンジンとの区別で回転式エンジンとも呼ばれる。

## 解説
ロータリーエンジンは、星型エンジンのクランクシャフトを機体に固定し、エンジン全体が回転する形式のレシプロエンジンで、プロペラ軸はクランクケースに固定される。150馬力程度までのエンジンに使われた。ローラン・セガンと弟のルイによって開発されたノームエンジン（後のノーム・エ・ローヌ）が有名で、日本でも東京瓦斯電気工業でライセンス生産が行われた。
1910年代初頭においては他の航空用エンジンと比べて馬力あたり重量がはるかに少なかったため、最高速度記録のほとんどが当形式のエンジンをつけた航空機で占められた。

### 特徴

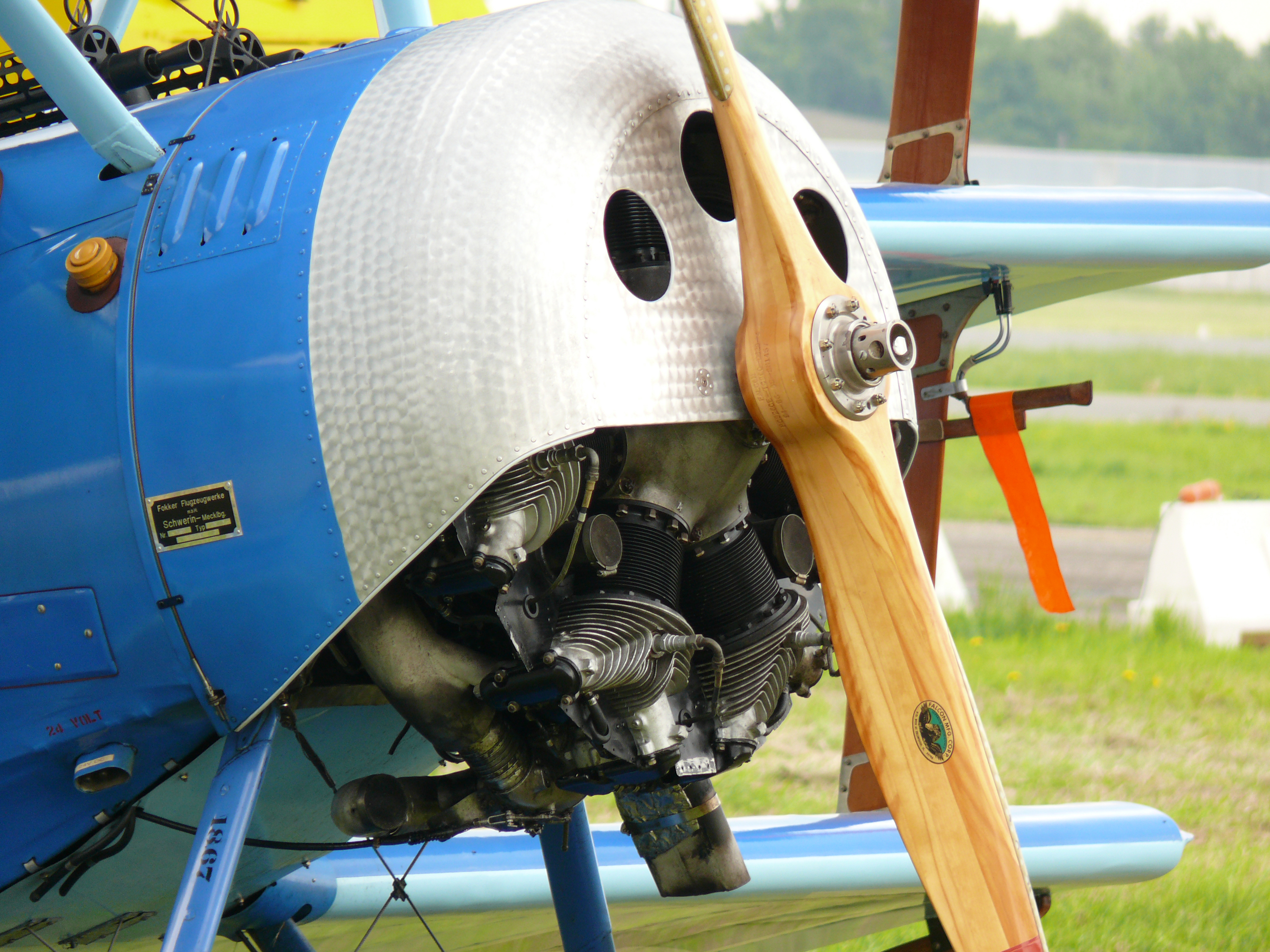
下半が切り欠かれたフォッカー Dr.Iのカウリング

ロータリーエンジンは、トルク変動を吸収するフライホイールの役割をエンジンそのもので担うことで軽量化でき、エンジンが自ら回転することでシリンダーの冷却が均等に行えたため、エンジンが低回転、低出力だった時代には水冷エンジンよりも軽量とすることができた。このエンジンの1910年代における馬力あたり重量は1.3 kg程度で、1.5 - 3.0 kgの他形式に対して極めて有利だった。
固定式の星型エンジンが剥き出しだった第一次大戦当時、ロータリーエンジンはすでに近代的なカウリングを備えていたが、これはエンジンの回転に伴って飛散する潤滑油（当時はひまし油）を抑えるのが主目的だった。そのため、潤滑油が貯まって火災を招かないよう、下半分が切り欠かれたカウリングが外観の特徴となっている。

### 欠点
ジャイロ効果によって水平飛行から旋回へ移る際に大きな力を必要とし、一旦傾くと傾き続ける癖があった。このため離着陸や操縦が難しい機体になる短所があり、実際にソッピース キャメルでは事故が多発した。また、スロットルがつけられないため、出力調整には燃料と空気の混合比をかえる面倒な操作をせねばならず、素早い調整には「ブリップスイッチ」によるエンジンのオン・オフが多用されたが、この操作による故障を起こしやすかった。
ジャイロ効果を打ち消すため、ギヤを用いてプロペラとエンジンの回転方向を反転（二重反転）させたジーメンス＝ハルスケエンジンも開発されたが、整備に手間がかかるなど実用性に劣るものであった。
また、遠心力により各部に負荷がかかるため高出力化（高回転化および大型化）に限界があり、第一次世界大戦後の1920年代には冷却効果の高いアルミニウム製シリンダーヘッドを持つ固定式星型エンジンや高出力の水冷エンジンとの馬力競争に敗北し、旧式となった。この時代の航空用エンジンは熱伝導率の高い材質、シリンダーとシリンダーヘッドの分離、より緻密で背の高い冷却フィンなど、新技術の導入による改良により、新型の空冷星型エンジンが続々と登場している。
エンジンの回転によって強い遠心力が加わるため潤滑油の循環（回収）が難しく、飛散により燃料と同程度のオイルを消費するため、経済的には効率が悪かった。飛散する潤滑油がゴーグルに付着するため、パイロットはマフラーで拭き取っていた。飛散しないエンジンを使用するようになっても防寒用や止血帯としてマフラーを常備するようになった。潤滑油としてひまし油が使われていたため、飛散した油滴を吸い込むことでパイロットの下痢が多発した。

## 自動車やオートバイでの利用

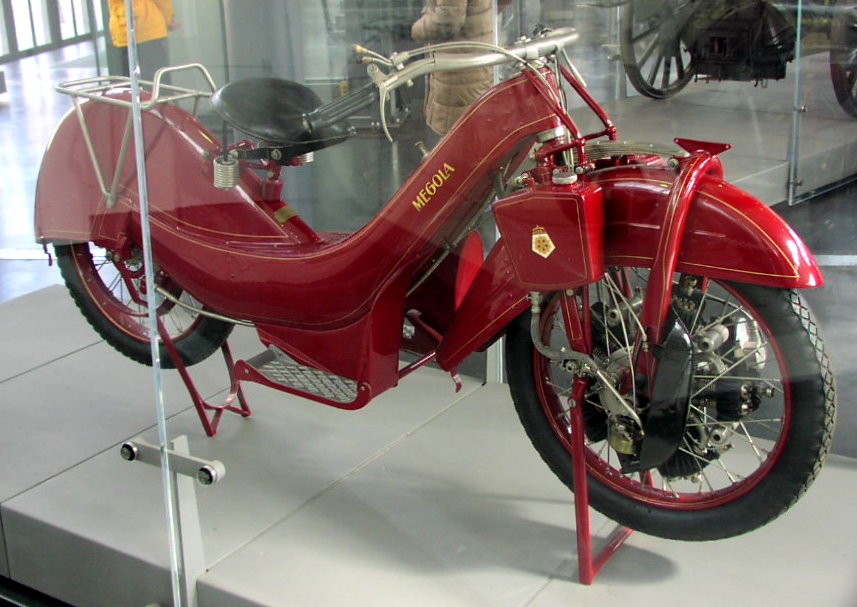
インホイールエンジンとして回転式エンジンを採用したMHV_Megola

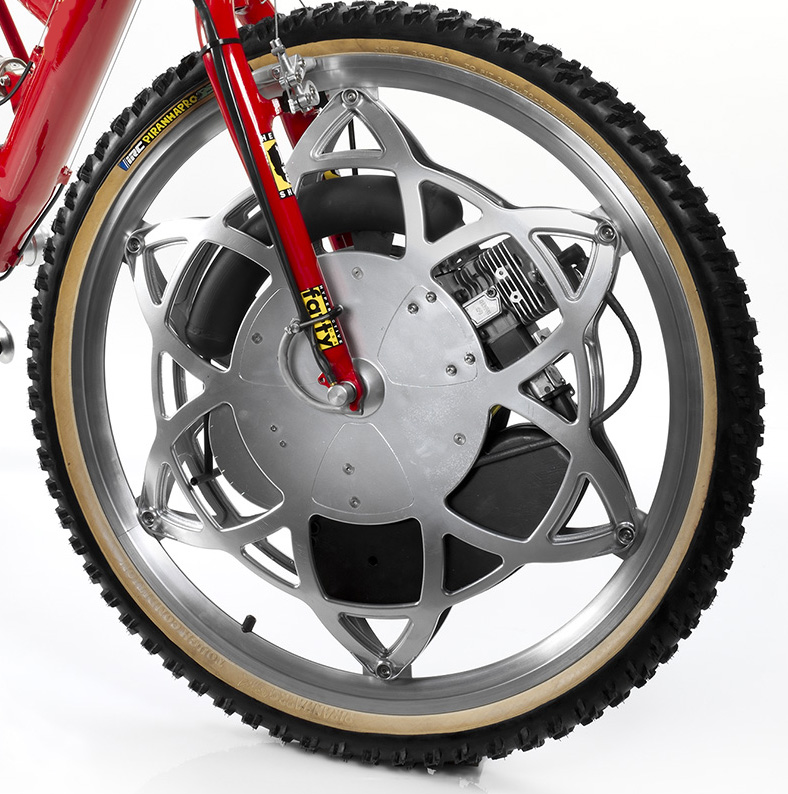
RevoPower wheel

19世紀末から回転式エンジンを用いた自動車やオートバイがいくつか製作され、販売されたものもあった。1890年代にステファン・バルツァー (Stephen Balzer, 1864-1940) により自動車用ロータリーエンジンが製作された。1904年にイギリスのRedrup(en:Charles_Benjamin_Redrup)は自らの設計による2気筒のロータリーエンジン(en:Barry_engine)をフレーム内に搭載したモペッドを開発し、1912年に「Redrup星形エンジン」を搭載したエンジンを搭載したモペッドも製作した。1921年から1925年にかけて、ロータリーエンジンをフロントホイール内に納めるインホイールエンジンの構成を採ったメゴラ(en:Megola)がドイツで製造された。生産台数は少なかったが、いくつものオートバイレースで優勝した実績を持つ。1940年代に、Cyril Pullin(en:Cyril Pullin)がPowerwheelと名付けられた単気筒のインホイールエンジンを考案したが、製造されなかった。アメリカではAdams-Farwell社(en:Adams-Farwell)が4輪の自動車であるBailey、Balzer、Intrepidの3車種にロータリーエンジンを搭載した。2008年、アメリカのRevoPower社(en:RevoPower)は自転車用の後付けエンジンであるThe Wheelを発売した。26インチの自転車用ホイール内部に25cc単気筒2ストロークのロータリーエンジンを内蔵したもので、通常の自転車のフロントホイールと交換するだけで取り付けられ、最高時速32kmで走行可能であった。